# 佛眼佛母
佛眼（Buddha-locanī）佛母，亦名虛空眼（Gagana-locanī）佛母，住於胎藏界曼荼羅遍知院由南數來第四位；或說釋迦院內列。此尊主佛五眼之德，眼表智門，亦即內證佛智之意。所謂佛母非意指佛之生母；《大日經疏》卷五如是注釋釋迦院之佛眼：「此是如來出生隨類形三昧，此三昧正以大慈普眼為體，觀察應度眾生而導利之。」從而大日佛母又以佛能生之德為其內證，此能生之德乃佛智之用，故以佛眼作為佛母。據此，修諸尊法時必結誦此尊印明。此尊又分為大日如來所變、釋迦所變、金剛薩埵所變等三種。
遍知院尊乃大日如來所變，《大日經》〈真言藏品〉云：「毗盧遮那世尊樂欲說自教跡不空悉地。」《大日經疏》卷十釋云：「自教迹者，即是法佛自證之教，即祕密平等教也。為於此中諸為修行者皆悉不空。」亦即以大日如來所變，住遍知院之佛眼為虛空眼。佛乃如如實相之體，等於虛空，故虛空者，佛也。
釋迦院之佛眼乃釋迦所變，是釋迦牟尼（能仁寂默）之母，故名能寂母。《大日經疏》卷五云：「次於世尊北邊安置佛眼，亦是釋迦牟尼佛母，此方譯為能寂母也。」《不空羂索經》卷九所載除虛空眼佛母外，其所別說之佛眼應是此能寂母。
《瑜祇經》所載之佛眼係金剛薩埵所變，《瑜祇經》〈金剛吉祥品〉云：「爾時金剛薩埵復於一切如來前，說一切佛眼大金剛吉祥一切佛母心。…時金剛薩埵對一切如來前，忽然現作一切佛母身。」至於佛眼佛母究屬於佛部或菩薩部，古來雖有異說，但大多攝之於佛部。

## 真言
據《金剛峯樓閣一切瑜伽瑜祇經》所載，一切佛眼大金剛吉祥一切佛母心，能「出生一切法，成就一切明，能滿一切願，能除一切不祥，能生一切福，能滅一切罪，能令一切有情見者歡喜，能解一切眾生語言，速成諸部頂輪，最勝無比奇特難勝，超過十地，攝一切諸佛菩薩金剛諸大天王，能成辦一切難解之事，速疾無過，五部深密皆悉能成，一時齊證。」並載有根本真言：
一切佛母金剛根本明(咒) 
namo bhagavat-uṣṇīṣa oṃ ruru sphuru jvala tiṣṭha siddha locanī sarvārtha sadhane svāhā。
《金剛頂經一字頂輪王瑜伽一切時處念誦成佛儀軌》有載佛眼密言：
心咒 
namaḥ samanta buddhānāṃ oṃ buddha-locanī svāhā。

## 脚注
1. ↑  林光明、林怡馨、林怡廷編. . 嘉豐出版社. 2017: 827. ISBN 9789869151313.